# Interestatal 5
La Interestatal 5 (abreviada I-5) es la autopista interestatal más occidental de la red dentro de los Estados Unidos. Su numeración impar indica que es una autopista con orientación norte-sur. Su extremo meridional está en la frontera entre Estados Unidos y México en la localidad de San Ysidro del Condado de San Diego. Su extremo septentrional está en la frontera entre Estados Unidos y Canadá en el Arco de la Paz en Blaine (Washington). La I-5 es la única Autopista Interestatal que toca, simultáneamente, las fronteras de Canadá y México. En su extremo meridional, la I-5 continúa hacia Tijuana como la Carretera Federal 1 y en su extremo septentrional sigue hacia Vancouver como la British Columbia Provincial Highway 99.
Esta autopista conecta las ciudades de San Diego, Los Ángeles, San Francisco, Sacramento y Redding en California; Medford, Eugene, Salem y Portland en Oregón; y Tacoma, Seattle, Everett, Mount Vernon y Bellingham en Washington. Vancouver también está indicada después de Seattle.

## Historia
Una sección considerable de esta autopista (alrededor de 965 km), desde Stockton, California, hasta Vancouver, Washington, fue trazada cerca de un sistema de ríos llamado Siskiyou Trail (la ruta del Siskiyou). 
Esta ruta se basó en una red antigua de sendas indígenas que conectaron el Noroeste del pacífico con California.
En la década de 1820, los cazadores de la Compañía de la Bahía Hudson's fueron los primeros europeos que usaron la ruta entre los estados actuales de Washington y California. Durante la segunda mitad del siglo XIX, trenes de mulo, diligencias, y el ferrocarril Pacífico Central también siguieron la ruta de Siskiyou. Desde los principios del siglo XX, carreteras para automóviles fueron construidos siguiendo la ruta de Siskiyou, notablemente la Carretera pacífica. Aquella carretera conectó la Columbia Británica y San Diego, California, y era el antecesor inmediato de mucho del U.S. Route 99. U.S. 99 era utilizado como la base para gran parte de la ruta de la actual I-5.

## Descripción de su trazado

### California

#### California Sur
La I-5 comienza en la frontera entre Estados Unidos y México en San Ysidro. Divide la ciudad de San Diego, a través de la cual es llamada Autovía John J. Montgomery. La I-5 pasa a través de los suburbios de National City y de Chula Vista antes de alcanzar la zona céntrica de San Diego. Desde este punto, la I-5 es paralela a la costa pacífica, pasando a través de los suburbios al norte de San Diego antes de pasar las 28 millas (45 kilómetros) del Camp Pendleton del Cuerpo de Marines de los Estados Unidos en el norte del Condado de San Diego. 
En Dana Point, la I-5 se desvía hacia el interior y se dirige al norte a Mission Viejo hacia el intercambio con la Autovía El Toro Y al sudeste de Irvine. Desde ese punto, la Interestatal 405 asume el control de la designación de la autopista sin peaje de San Diego, mientras que la I-5 se convierte en la Autovía Santa Ana de sureste a noroeste, pasando a través de ciudades y suburbios importantes del Condado de Orange y del Condado de Los Ángeles. 
Cuando las autovías llegan al East Los Angeles Interchange, una milla (1.6 km) al este del centro de Los Ángeles, I-5 se convierte en la Autovía Golden State. La ruta continúa por el Valle de San Fernando y cruza el Newhall Pass a través de la Sierra de Santa Susana por el Valle de Santa Clarita. A partir de ahí, la Autovía Golden State se eleva abruptamente hacia el norte a través de the Grapevine para finalmente cruzar el Puerto del Tejón a través de la Sierra de Tehachapi. La autopista desciende bruscamente más de 1250 m después de 19 km en el Puerto de Tejón a alrededor de 488 m en Grapevine cerca del punto más meridional del Valle de San Joaquín. En Wheeler Ridge, aproximadamente 48 km al sur de Bakersfield, la Autovía Golden State continúa por la Ruta Estatal de California 99, mientras que I-5 se convierte en la Autovía West Side.

#### California Central y Norte
De la Ruta Estatal 99 al sur de Tracy, I-5 bordea el gran Valle Central en la oeste. Aquí es distante de centros de población como Bakersfield y Fresno, con otros rutas estatales proveen conexiones. En la mayor parte de este sección, el Línea 15 pasillo de transmisión eléctrica sigue la carretera, forma un pasillo de infraestructura con el Acueducto de California.
Interestatal 580 separa de I-5 en un punto sur de Tracy, provee una conexión a San Francisco y el resto de la Área de la Bahía. Después de pasar Tracy, I-5 se dirige justo al norte a través de Stockton y Sacramento antes de gira justo al oeste hacia Woodland. En Woodland, la interestatal se dirige al noroeste otra vez hacia Dunnigan, donde converge con Interestatal 505.
De Dunnigan, I-5 bordea el Valle de Sacramento a Red Bluff. I-5 con esto entra la Cascada de Shasta, pasa en Redding y el Lago de Shasta antes de sube a cerca del pie del Monte Shasta. La interestatal entonces viaja a Yreka antes de alcanza la frontera con Oregón.

#### Nombres Históricos en California
La parte de I-5 que discurre desde Los Ángeles, California a San Ysidro, California fue también llamada U.S. Route 101 hasta últimos de los años 60. 
La parte de esta autopista que discurre desde Lebec, California a Red Bluff, California accidentalmente sigue la vieja US 99W.
En California, la antigua rama occidental de I-5 (la sección norte del ramo hacia el Bay Area) conectando con el Interestatal 80 cerca de Vacaville hasta cerca de Dunnigan, antiguamente llamado Interestatal 5W (5-Oeste), era renombrado Interestatal 505. I-580, pasando entre I-5 y I-80 era llamado 5W también; la vía que actualmente se llama I-5 (pasando por Sacramento) antiguamente se llamaba Interestatal 5E (5-Este).

### Oregón
La autopista pasa por la cima de Siskiyou Summit, a 4,310 psnm, el punto más alto de la I-5, a través de las montañas y pueblos del sur de Oregón tales como Ashland, Medford, y Grants Pass. 
Después de Roseburg, las montañas gradualmente se convierten en colinas, y cuando se llega a Eugene hacia el norte, ha entrado el Valle de Willamette. En Eugene la autopista cruza la corta Interestatal 105. La interestatal entonces se dirige casi justo al norte, bordea Albany y Corvallis, y pasa a través de Salem, y entonces se dirige un poquito hacia el nordeste donde se junta con Interestatal 205 sur de la zona metropolitana de Portland, llega al término meridional del bucle de I-405 del centro occidental, cruza el Río de Willamette, pasa el término occidental de Interestatal 84, recoge el extremo del norte de I-405, pasa las partes norteñas de la ciudad de Portland, y entonces entra Washington por la Puente Interestatal.

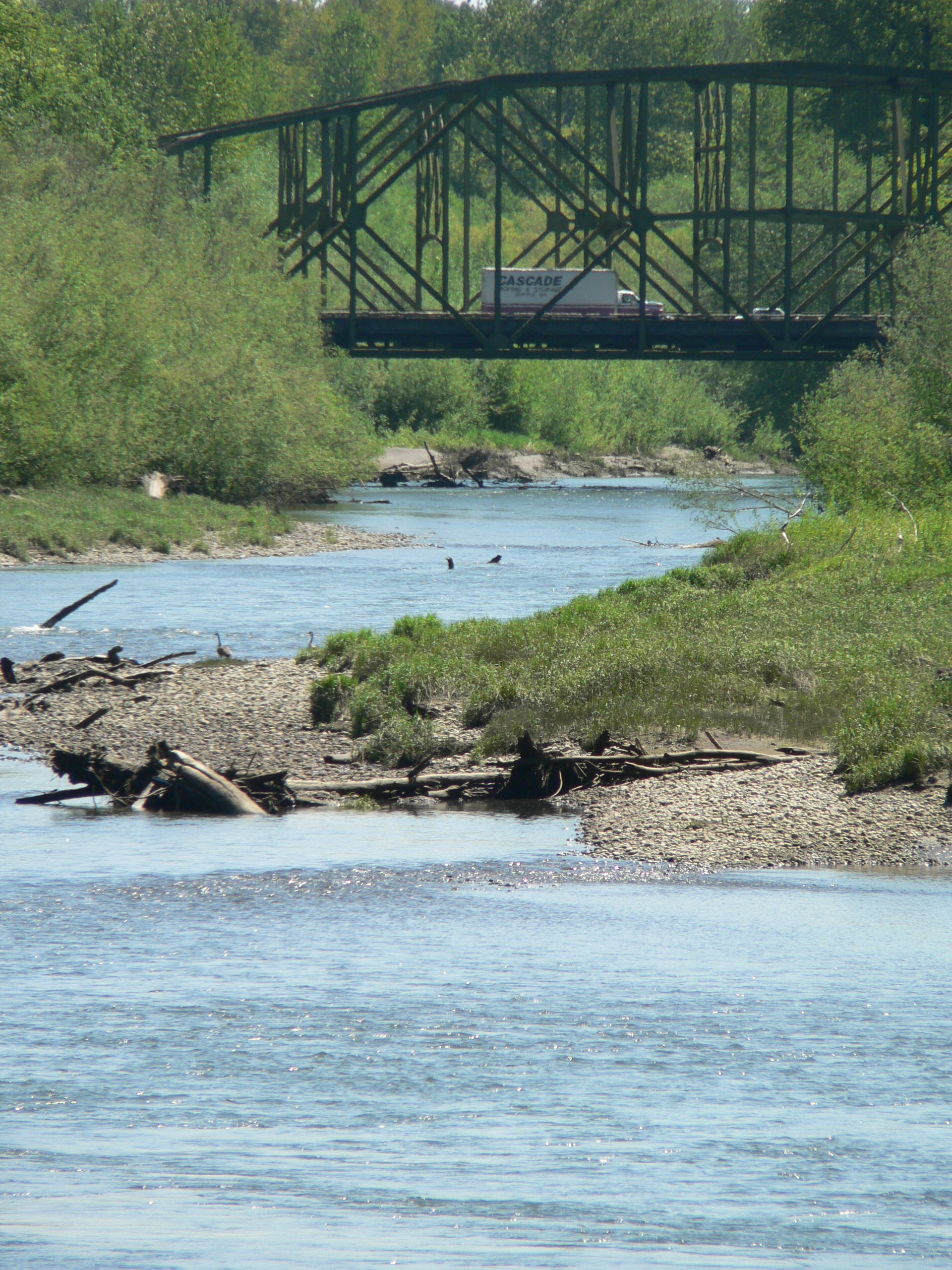
Puente de I-5 sobre el Río Nisqually, cerca de Tacoma, Washington

### Washington
La autopista comienza en Washington pasando sobre el río Columbia y bajando hasta la ciudad de Vancouver. Alrededor de 7 millas (11 km) después, llega al término norte I-205, que pase for el lado oriental del área urbana de Portland. I-5 pase desde allí hacia el noroeste, hasta Kelso y Longview, travesando justo al lado del río Colubmia. Pasando al norte tras las colinas Willapa, I-5 llega a Olympia, donde se pasa al este, pasando por Fort Lewis y cerca de McChord AFB, y finalmente a Tacoma donde se pasa al norte hacia Seattle. I-5 se aleja del área de Seattle/Tacoma/Everett cruzando tres ríos y la ciudad de Bellingham, llegando al Peace Arch y la frontera canadiense entre Blaine, Washington y Surrey, British Columbia. British Columbia provincial highway 99 continua desde allí hasta Vancouver, BC.

## Largo
| Miles   | km   | state      |  |
|         |      |            |  |
| 796.53  | 1282 | California |  |
| 308.14  | 496  | Oregón     |  |
| 276.62  | 445  | Washington |  |
|         |      |            |  |
| 1381.29 | 2223 | Total      |  |

## Ciudades importantes
Las ciudades en negrita señalan las ciudades del control para las muestras. Listados desde el sur al norte:
- San Diego, California
- Santa Ana, California
- Los Ángeles, California
- San Francisco, California (bypassed)
- Stockton, California
- Sacramento, California
- Redding, California
- Mount Shasta City, California
- Weed, California
- Yreka, California
- Ashland, Oregon
- Medford, Oregon
- Grants Pass, Oregon
- Roseburg, Oregon
- Eugene, Oregon
- Salem, Oregon
- Portland, Oregon
- Olympia, Washington
- Tacoma, Washington
- Seattle, Washington
- Bellingham, Washington
- Vancouver, British Columbia (via British Columbia Highway 99)

## Cruces con otras Interestatales (de sur a norte)

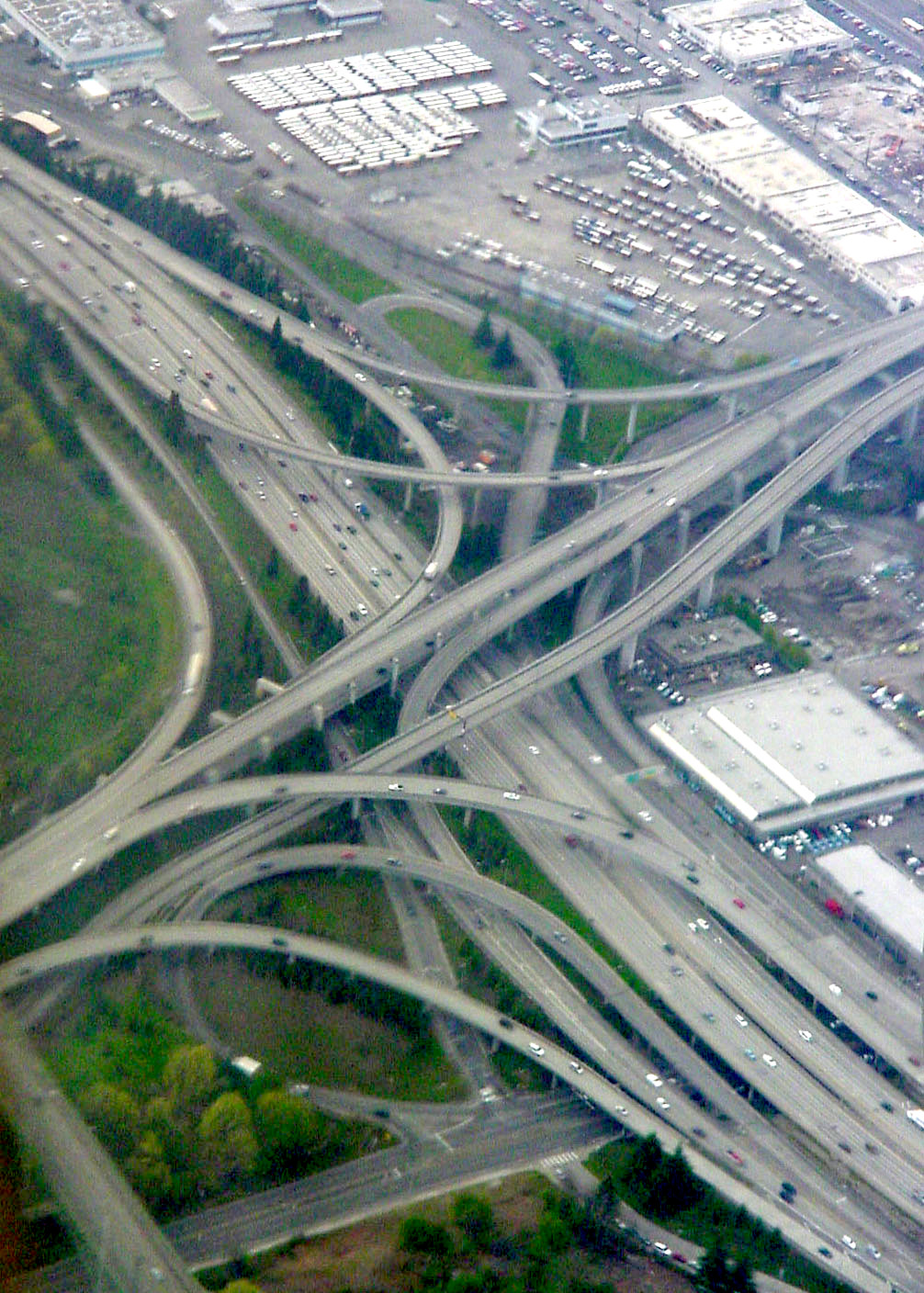
Nudos de enlace entre la Interestatal 5 y la Interestatal 90 en Seattle, Washington.

- Interstate 805 (bypass) al sur San Diego, California (Mapa)
- Interestatal 15 en San Diego, California (futuro esta autopista es llamada California 15).
- Interestatal 8 en San Diego, California (Mapa)
- Interstate 805 (bypass) al norte San Diego, California (Mapa)
- Interstate 405 (bypass) al El Toro Y cerca de Irvine en El Toro, California (Mapa)
- Interestatal 605 en Santa Fe Springs, California (Mapa)
- Interstate 710 al sureste del centro de la ciudad Los Ángeles, California (Mapa)
- Interestatal 10 al East Los Angeles Interchange complejo, al este del centro de la ciudad Los Ángeles, California (Mapa)
- Interstate 405 (bypass) en Sylmar (California) (Mapa)
- Interstate 210 en Sylmar, California (Mapa)
- Interstate 580 en Tracy, California (Mapa)
- Interstate 205 en Tracy, California (Mapa)
- Interestatal 305 en Sacramento, California (conocida como Business Loop 80.)
- Interestatal 80 en Sacramento, California (Mapa)
- Interstate 505 en Dunnigan (California) (Mapa)
- Interstate 105 en Eugene (Oregón)
- Interstate 205 (bypass) en Tualatin (Oregón) (cruce sur)
- Interstate 405 (bypass) en Portland (Oregón) (cruce sur)
- Interstate 84 en Portland (Oregón)
- Interstate 405 (bypass) en Portland (Oregón) (cruce norte)
- Interstate 205 (bypass) en Hazel Dell (Washington) (cruce norte)
- Interestatal 705 en Tacoma (Washington)
- Interstate 405 (bypass) en Tukwila (Washington) (cruce sur)
- Interestatal 90 en Seattle, Washington
- Interstate 405 (bypass) en Lynnwood (Washington) (cruce norte)

## Otras conexiones de la autopista

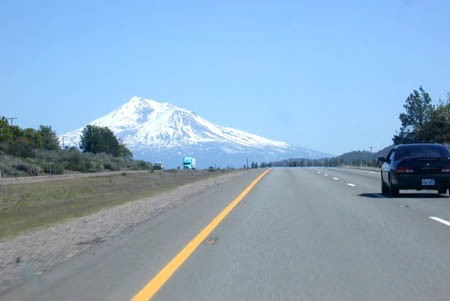
Interestatal 5 hacia el sur acercándose Weed y Mt. Shasta

- San Diego, California - I-805
- San Diego, California - I-905 (futura)
- Los Ángeles, California - I-105
- Los Ángeles, California - I-605
- Los Ángeles y Orange County, California - I-405
- Seattle, Washington - I-405
- Tracy, California - I-205
- Sacramento, California - I-305 (sin nombre)
- Zamora, California - I-505
- Eugene, Oregon - I-105
- Tacoma, Washington - I-705

## Notas

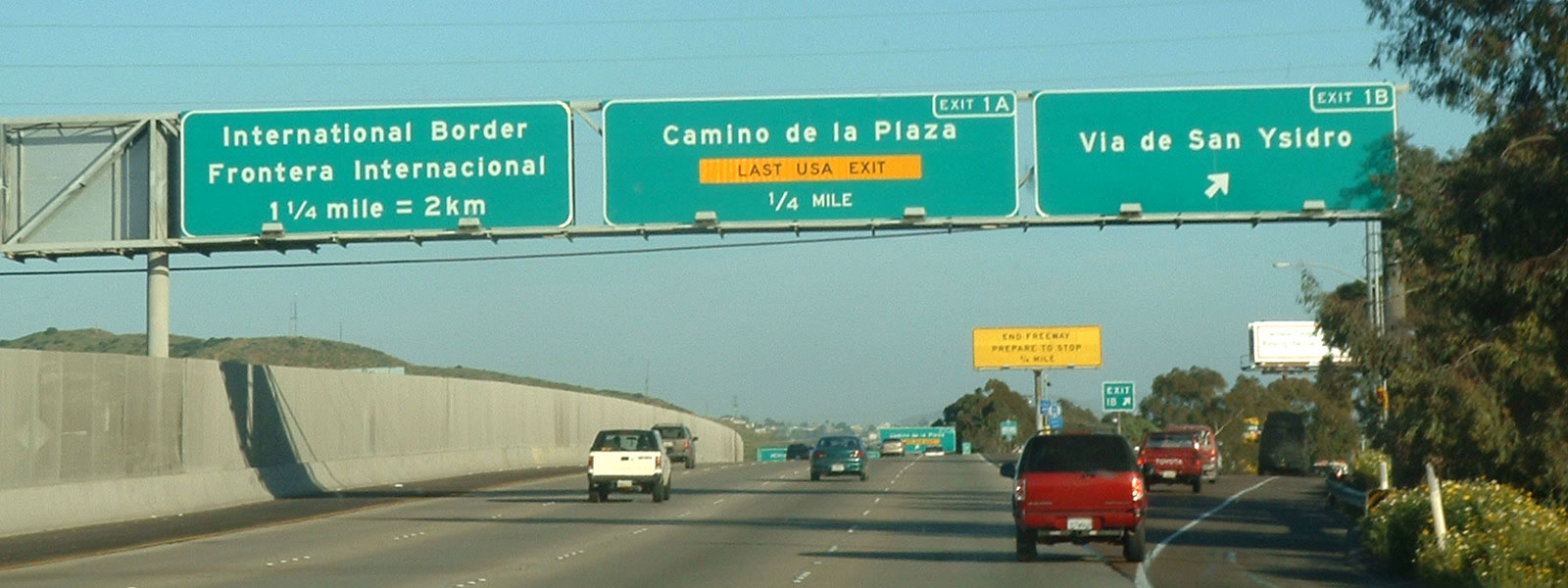
Rumbo meridional en San Ysidro (San Diego), cerca de la frontera mexicana

### California
- AARoads - Interstate 5 (en inglés)
- California Highways: I-5 (en inglés)
- The Big Highways Page: California Route 5 (en inglés)
- Cal-NExUS: Route 5 North (en inglés)
- Cal-NExUS: Route 5 South (en inglés)

- Datos: Q54725
- Multimedia: Interstate 5 / Q54725